# Bostonterriër
De bostonterriër is een hondenras dat afkomstig is uit de Verenigde Staten. Het ras werd ontwikkeld en verfijnd in Boston, Massachusetts aan het eind van de 19e eeuw. Het ras werd opgebouwd door het kruisen van de kleine Engelse buldog (Toy Bulldog) met de ondertussen uitgestorven witte Engelse terriër.

## Geschiedenis

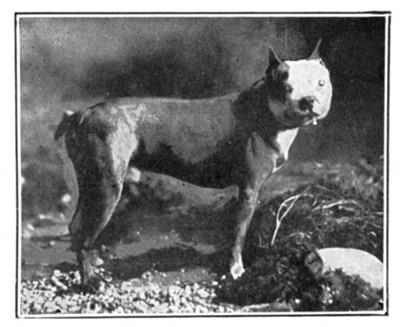
Bostonterriër "Barnard's Tom" (1877)

Bostonterriër-stamboom Barnard's Mike

In 1865 kwam Robert C. Hooper uit Boston in het bezit van Judge. Hij kocht deze hond van de heer William O'Brien uit Boston. Judge was een import uit Engeland. Hij was een kruising tussen een Engelse buldog en een Engelse terriër, in type meer buldog dan terriër. Hooper's Judge had een donker gestroomde kleur met een vierkantig, hoekig hoofd met witte bles, een witte keel, gecoupeerde oren, een tanggebit, een schroefstaart en woog ongeveer 14,5 kilogram. Hij was 3/4 buldog en 1/4 terriër.
Hooper's Judge werd gepaard met Burnett's Gyp (Kate). Gyp was een wit teefje en eigendom van Edward Burnett uit Southborough, Massachusetts. Ze woog ongeveer 9 kg, had een fijne staart op 3/4 lengte en stond zeer laag op de benen. Gyp had een gedrongen lichaamsbouw en had een goed, kort geblokt hoofd. Uit de combinatie Hooper's Judge en Burnett's Gyp ontstond Well's Eph (geboren 1870), een donkergestroomde reu van ongeveer 13 kg met goede witte aftekeningen, maar met een wit hoofd. Well's Eph werd gecombineerd met Tobin's Kate, een klein goudgestroomd teefje van 9 kg met zeer kort hoofd en 3/4 staartlengte. Uit het nest van Well's Eph en Tobin's Kate kwam de belangrijke Barnard's Tom (geboren 1877). Barnard's Tom woog 10 kg, was klein van gestalte, rood gestroomd, witte bles aan één kant van het hoofd, witte hals, witte borst, witte voeten en een van de eerste types met een korte schroefstaart. Barnard's Tom wordt beschouwd als de eerste echte bostonterriër en de stamvader van het ras.
Barnard's Tom werd vervolgens gekruist met zijn dochter Kelly's Nell, een 10 kg wegend teefje, donkergestroomd met goede aftekeningen, een mooi hoofd en een staart op 3/4 lengte. Het resultaat van deze combinatie was Barnard's Mike, 11 kg, lichtgestroomd met witte aftekeningen, breed hoofd, korte staart, maar vooral ook de gewenste grote ogen. Het verder intelen met de nakomelingen van bovengenoemde honden fixeerde het rastype.
Deze eerste honden werden in die tijd geen bostonterriërs genoemd, maar werden op één hoop gegooid met de bulterriërs. In de eerste catalogus van een Boston Show van de Massachusetts Kennel Club van 1878 werden deze honden ingeschreven in klasse 31, bij de bulterriërs. Er waren 18 inschrijvingen waaronder Barnard's Nellie, gestroomd met witte aftekeningen, Barnard's Kate en Atkinson's Tobey, een 10 maanden jonge broer van Barnard's Tom. Van 1884 tot 1893 werden deze eerste honden op shows meestal ingeschreven als round-headed bull and terriers, any color.
De eigenaar van Barnard's Mike was keurmeester J.P. Barnard en wordt beschouwd als de "vader van de bostonterriër". Hij keurde voor het eerst de "Round Headed Bull and Terrier" op de New England Kennel Club Show in april 1888. Rond deze tijd had het ras ook nog andere namen zoals "Boston bull", "round headed bull" en "round headed terrier". Pas op 27 februari 1893, werd het ras erkend door de Amerikaanse Kennel Club (AKC) met de officiële naam "Boston Terrier".